# Seroom

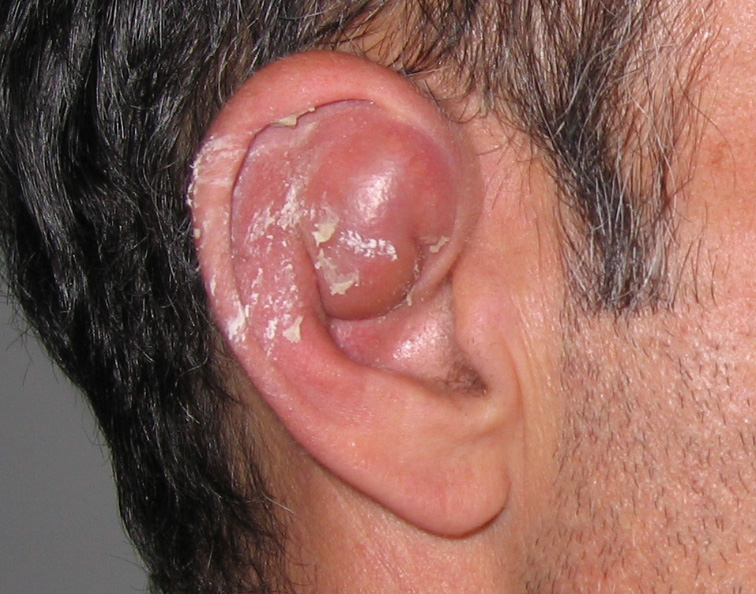
Seroom

Een seroom is een afgesloten ruimte gevuld met vocht die kan ontstaan bij een litteken in het lichaam na een operatie. Een seroom kan zich presenteren als een zwelling op de plaats van de operatie. Als kleine bloedvaatjes kapotgaan, kan er ook bloedplasma in het seroom sijpelen. Ook kan er een steriele ontsteking ontstaan als er cellen doodgaan.
Het vocht is te vergelijken met het vocht dat uit een blaar komt. Seromen onderscheiden zich van hematomen doordat hematomen rode bloedcellen bevatten en een abces kunnen vormen, waar pus in kan zitten.
Meestal wordt het vocht uit een seroom vanzelf weer opgenomen door het lichaam. Dat kan echter wel enkele dagen tot weken duren. Ook kan er een knobbel van gecalcificeerd weefsel achterblijven. Seromen kunnen worden gedraineerd, wat betekent dat met een injectiespuit de vloeistof uit het lichaam wordt verwijderd.
Het bekendst is een seroom dat ontstaat na een borstamputatie, waarbij de lymfeknopen zijn verwijderd. Het lymfevocht dat wordt geproduceerd kan dan niet meer worden afgevoerd.